# クリストファー・パッテン
バーンズのパッテン男爵クリストファー・フランシス・パッテン（英語: Christopher Francis Patten, Baron Patten of Barnes, CH PC、広東語名：彭定康、1944年5月12日 - ）は、イギリスの政治家、一代貴族、青山学院大学名誉博士。
1979年に庶民院議員に初当選して保守党の政治家となり、サッチャー内閣やメージャー内閣で大臣職を務めた。1992年から1997年にかけて中国返還前最後の香港総督を務めた。その後、欧州委員会委員などを務めた。2005年には一代貴族バーンズのパッテン男爵に叙され、貴族院議員となった。

## 経歴

### 前半生
1944年5月12日にイングランド北西部ランカシャーに成功していない音楽出版業者の子として生まれた。アイルランドロスコモン県からイングランドへ移住したカトリックの家系だった。パッテン自身も敬虔なカトリックである。
カトリック系の学校を経て、オックスフォード大学ベリオール・カレッジで現代史を専攻した。短期間アメリカで共和党下院議員ジョン・リンゼイの事務所で働いた後、1966年から保守党の調査部で勤務した。
1974年から1979年まで保守党調査部の議長を務めた。1979年、バース選挙区から庶民院議員に初当選した時にはすでに保守党内で有力な人物だった。以降1992年4月まで庶民院議員の座を保持している。

### 保守党政権の役職歴任
マーガレット・サッチャー内閣下において、保守党財政委員会副議長（1981年 - 1983年）、庶民院国防小委員会委員および庶民院財政手続小委員会委員（1982年 - 1983年）、 北アイルランド省担当政務次官（1983年）、教育科学担当閣外大臣（1985年）、海外開発閣外大臣（1986年）、環境大臣（1989年）を歴任した。環境大臣としては1990年環境保護法の制定に尽力した。
1990年にジョン・メージャー内閣が成立するとランカスター公領大臣と保守党幹事長に就任。保守党幹事長として臨んだ1992年4月のイギリス総選挙では保守党を勝利に導いたが、パッテン自身は自分の選挙運動の時間がほとんど取れず、結果バース選挙区で自由民主党候補ドン・フォスターに議席を奪われて落選した。

### 香港総督
メージャーは総選挙勝利の立役者でありながら議席を失って閣僚職に付けなくなったパッテンを1992年7月に第28代香港総督に任命した。戦後イギリスの植民地の多くは独立していたが、香港はアジアに残る最後の英国植民地だった。政治家出身のパッテンの香港総督への起用は異例のもので、それまでは外交官（1970年代以前は植民地省官僚も）が任命されることが多かった。
総督在任中は、1997年の中華人民共和国への返還・譲渡を控えた香港で政治の民主化に尽力した。1994年には立法会議員の選挙法改正を行い、職務選挙区の定義を拡張して香港臣民が事実上全ての間接議員を直接選べるようにした。しかし民主的改革を恐れる北京の中国共産党政府はこれに反発してパッテンを「千古罪人（千代に渡って許されぬ罪人）」と罵倒し、1997年の中国返還後にはパッテンの下で選出された立法局は中国共産党によって解散させられ、臨時立法会に置き換えられてしまい、再度パッテンの改革以前の規則下での選挙を行うまで立法会は民主的機能を持たない状態にされた。
啓徳空港廃止と新香港国際空港建設もパッテンの功績である。
パッテンは以前の総督と違って公的な場でもウィンザー・ユニフォーム（イギリスの大礼服）を着用しない総督だった。
1997年7月1日の香港の返還・譲渡後、イギリス王室差し回しの王室専用ヨットのブリタニア号で中華人民共和国領となった香港を離任し、最後の総督として歴史に名を残した。その後、南フランスで長期休暇を取り、総督在任中の回想記『東と西』を執筆した。

### その後の経歴

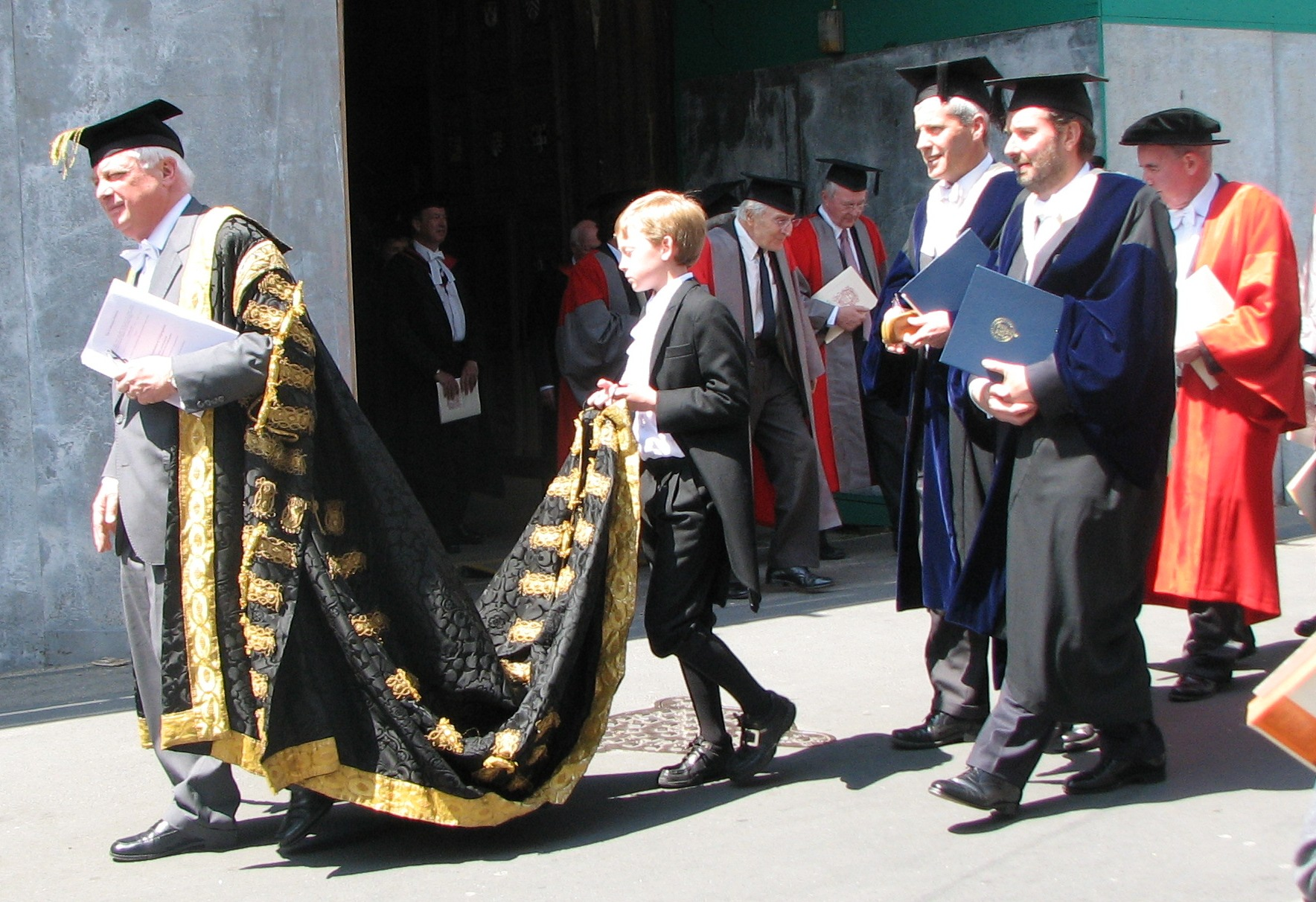
オックスフォード大学名誉総長としてのパッテン卿(2009年6月24日)

香港からの帰国後、労働党政権のトニー・ブレア新首相から北アイルランド政策独立員会(Independent commission on policing in Northern Ireland)の議長に任じられた。北アイルランドの自治と和平に尽力し、1999年9月9日に『パッテン報告書』と呼ばれる北アイルランド自治方策を発表した。
その後欧州委員会のイギリス代表委員に任命され、2000年1月23日から2004年11月22日まで同委員会の外交専門部会委員として活動した。
2004年10月、イギリス、香港、欧州連合への功績が評価され、一代貴族バーンズのパッテン男爵(Baron Patten of Barnes)に叙され、イギリス貴族院議員となった。また、ニューカッスル大学総長とオックスフォード大学名誉総長を務めた。
2024年6月28日、かつて留学したオックスフォード大学を再訪した天皇皇后を名誉総長として接遇し、皇后雅子に名誉学位を授与。2024年11月には日英両国の関係強化に対する長年の貢献が認められ、日本国より秋の叙勲において旭日大綬章を受章した。2025年1月30日にロンドンの日本大使公邸にて伝達式が挙行され、鈴木浩駐英大使より証書を受け取った。
イギリスの欧州連合離脱には「スエズより愚策」として反対の立場を取っている。

## 中国返還後の香港に関する論評

### 「一国二制度」の擁護
英中共同声明に定められた香港の「一国二制度」を支持する立場である。そのため2016年11月に香港で独立運動が発生した際には、香港の民主主義の強化を求める運動は完全に支持するが、香港独立派の行動は世間の注目を集めるための茶番だとして否定的な見解を示した。「独立は決して起きるものではない」と述べ、独立を求める運動は民主主義への支持を弱めているとし、「宣誓はふざけて行うことではない」と付け加えた。
他方中国共産党が香港の「一国二制度」を形骸化させようとしてることも懸念し、2018年1月にはテリーザ・メイ首相の訪中に際しては、香港の自由と人権、自治が脅威を受けていることに懸念を表明することや、中英共同声明を守ることを中国共産党に要求することを求めた。

### 香港民主化デモをめぐって
2019年-2020年香港民主化デモの際には香港の行政長官林鄭月娥の進める条例改正案について「香港の価値や安定、治安に対する攻撃だ」と批判し、香港警察による李柱銘ら民主活動家の逮捕を「一国二制度を葬るための新たな一歩だ」と批判した
「改正案は世界中の政府、特に英国から反対されなければならない」「かつて主権を所有していた英国は香港に義理がある。現代でも、その概念が古びていないことを願う」と述べた

### 香港への「国家安全法」適用をめぐって
2020年5月に中国の全国人民代表大会が反体制的な言動を中国当局が直接取り締まることが可能になる「国家安全法」の香港への導入に関する決定を採択したことについて、「中国は新たな形で独裁政治を進めている。香港の市民は裏切られた。つまり中国は信頼に足る相手でないことを（自ら）証明したわけだ」、「世界各国が新型コロナウイルスとの闘いに気を取られる中、習氏は、香港の社会生活を2047年まで維持・保証する取り決めとして国連にも登録されている中英共同宣言を事実上切り裂いた」。「中国は（香港や国際社会を）欺いている。物事を自分たちの都合に無理やり合わせようとし、それを指摘されると、『戦狼』外交官（中国映画『戦狼』のような高圧的で攻撃的な発言をする外交官）たちがいじめと恫喝を用いて相手を黙らせようとする」「（中国の態度を）やめさせなければ、世界の安全度は大きく損なわれ、世界中の自由民主主義が危うくなるだろう」と論じた。
中国政府については「おびえた乱暴者の集まり」と批判し、「前政権とは違い、習近平国家主席（中国共産党総書記）が率いる中国は信用できない。習氏は独裁者のように国を取り締まり、自身と中国政府に異論を唱える人間を受け入れることができない」と述べた。習近平については、中国政府と中国共産党当局に自由民主主義のあらゆる兆候とその価値観を攻撃するよう指示してきた人物であるとして「開かれた社会の敵」と非難した。
「合意文書（中英共同宣言）に調印した以上、我々には（対応すべき）義務がある」「イギリスには香港のために立ち上がるべき道義的、経済的、そして法的義務がある」「真の危機は、イギリスの対応がまったくもたついていることだ」として、英国政府はG7にこの問題を取り上げるよう働きかけるべきだという考えを示した。G7諸国は「あらゆる場所で開かれた社会の敵である習体制に断固たる立場をとらなければならない」と述べた。
パッテンの批判に対して中華人民共和国の国営対外ラジオ放送中国国際放送は「復帰前の中英共同声明であれ復帰後の香港基本法であれ、元植民支配者を含むいかなる外部勢力にも香港事務と中国の内政を干渉する権力は与えられていない」「中国人の決心と意志は植民地情緒を抱えているイギリスの政治家に、中国のいかなる領土でも帝国主義と植民地残存勢力が手を出す機会を与えない」としてパッテンを批判した。

## 家族
妻のメアリー・ラヴェンダー・パッテンとの間に三女がいる。長女ローラ・パッテン（ジャーナリスト）、次女キャシー・パッテン、三女アリス・パッテン（テレビ俳優）である。

## 著書
- クリス・パッテン 『東と西』 1998年　共同通信社　ISBN 978-4764104129
- Jonathan Dimbleby (1997). The Last Governor. ISBN 0-316-18583-3
- Chris Patten (2005). Not Quite the Diplomat: Home Truths About World Affairs. Allen Lane. ISBN 0-7139-9855-5